# Atomiswave
Das Atomiswave ist ein Arcade System Board bestehend aus Systemboard und Zubehör von Sammy Corporation. Atomiswave basiert auf der Sega-Dreamcast-Hardware und wurde im Jahr 2003 auf den Markt gebracht. Mit der Hardware können über Module verschiedene Spiele eingesetzt werden. Auch das Bedienpanel ist modular aufgebaut, wodurch diverse Konfigurationen realisiert werden können. Möglich sind hierbei zum Beispiel zwei Joysticks, Pistolen und Lenkräder.
Nachdem SNK sein in die Jahre gekommenes Neo-Geo nicht mehr für Neuentwicklungen nutzen will, hat sich die Firma dazu entschieden, neue Folgen der erfolgreichen The-King-of-Fighters-Serie für diese Hardware zu veröffentlichen.

## Technische Daten

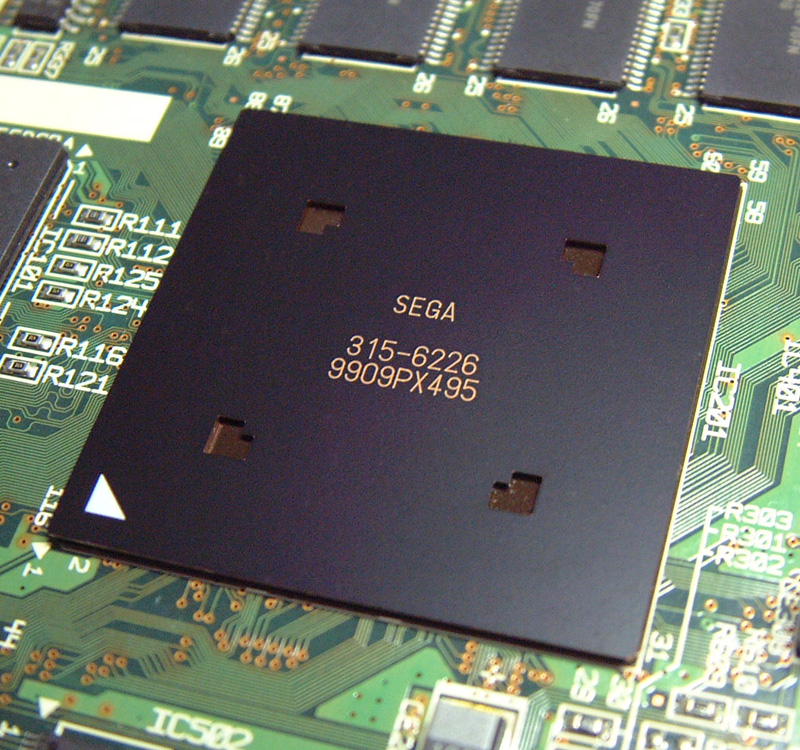
Grafikprozessor PowerVR 2 (PVR2DC)

- CPU: Hitachi SH-4 64 Bit RISC CPU (200 MHz 360 MIPS / 1,4 GFLOPS)
- Grafikprozessor: PowerVR 2 (PVR2DC) mit 100 MHz
- Sound: ARM7 Yamaha AICA 45 MHz (mit interner 32 Bit RISC CPU, 64 Kanäle ADPCM)
- Arbeitsspeicher: 32 MB
- Hauptspeicher: 16 MB
- Grafikspeicher: 16 MB
- Soundspeicher: 8 MB
- Medien: Masked-ROM Modul mit maximal 128 MB (128 MBit MASK-ROM x 8)
- Max. Farben: 16.770.000 (24 Bit)
- Polygone: 3,5 Millionen Polygone/Sekunde
- Rendergeschwindigkeit: 500 MPixel/Sekunde
- Zusätzliche Eigenschaften: Bumpmapping, Fog, Alpha Blending, Mip Mapping, Trilineare Filterung, Antialiasing, Environment Mapping, Specular Effect.
- Netzwerk: Atomiswave-Systeme können per 56k-Modem oder Breitband verbunden werden, zur Kommunikation wird das AW-Netz benutzt.
- Bekannte Spiele: 22

## Spiele
- 2003
  - Demolish Fist
  - Dolphin Blue
  - Guilty Gear X Version 1.5
  - Maximum Speed
  - Premier Eleven 
  - Sports Shooting USA
  - Sushi Bar
- 2004
  - Chase 1929
  - Dirty Pigskin Football
  - Faster Than Speed
  - Guilty Gear Isuka
  - The King of Fighters Neowave
  - Knights of Valour: The Seven Spirits
  - Ranger Mission
  - The Rumble Fish
  - Salaried Worker Golden Taro
- 2005
  - Extreme Hunting
  - Fist of the North Star (Hokuto No Ken)
  - Horse Racing
  - Neo Geo Battle Coliseum
  - The Rumble Fish 2
  - Samurai Shodown VI
  - The King of Fighters XI
- 2006
  - Metal Slug 6